# Акробатика
Акроба́тика (от греч. ἀκροβάτης — «канатоходец») — разновидность гимнастики, включающая в себя упражнения на ловкость, гибкость, прыгучесть, силу и балансировку. С 2016 года акробатика включена в олимпийские виды спорта.
1. Вид физических гимнастических упражнений.
2. Жанры циркового искусства (акробатика силовая, прыжковая, воздушная).
3. Вид спорта.

Акроба́т — занимающийся акробатикой.

## Общие сведения
Выделяют:
- спортивная акробатика — соревнования по выполнению комплексов специальных физических упражнений (прыжковых, силовых и др.), связанных с сохранением равновесия (балансирование) и вращением тела с опорой и без опоры. В Международной федерации спортивной акробатики (IFSA, основана в 1973) — свыше 30 стран (1993); чемпионаты мира проводятся с 1974, Европы — с 1978
- специальная акробатика — прыжки, падения, перекаты, фляк, рондад, сальто; применяется при подготовке спортсменов и бойцов в единоборствах для вырабатывания у них гибкости, ловкости и координации движений

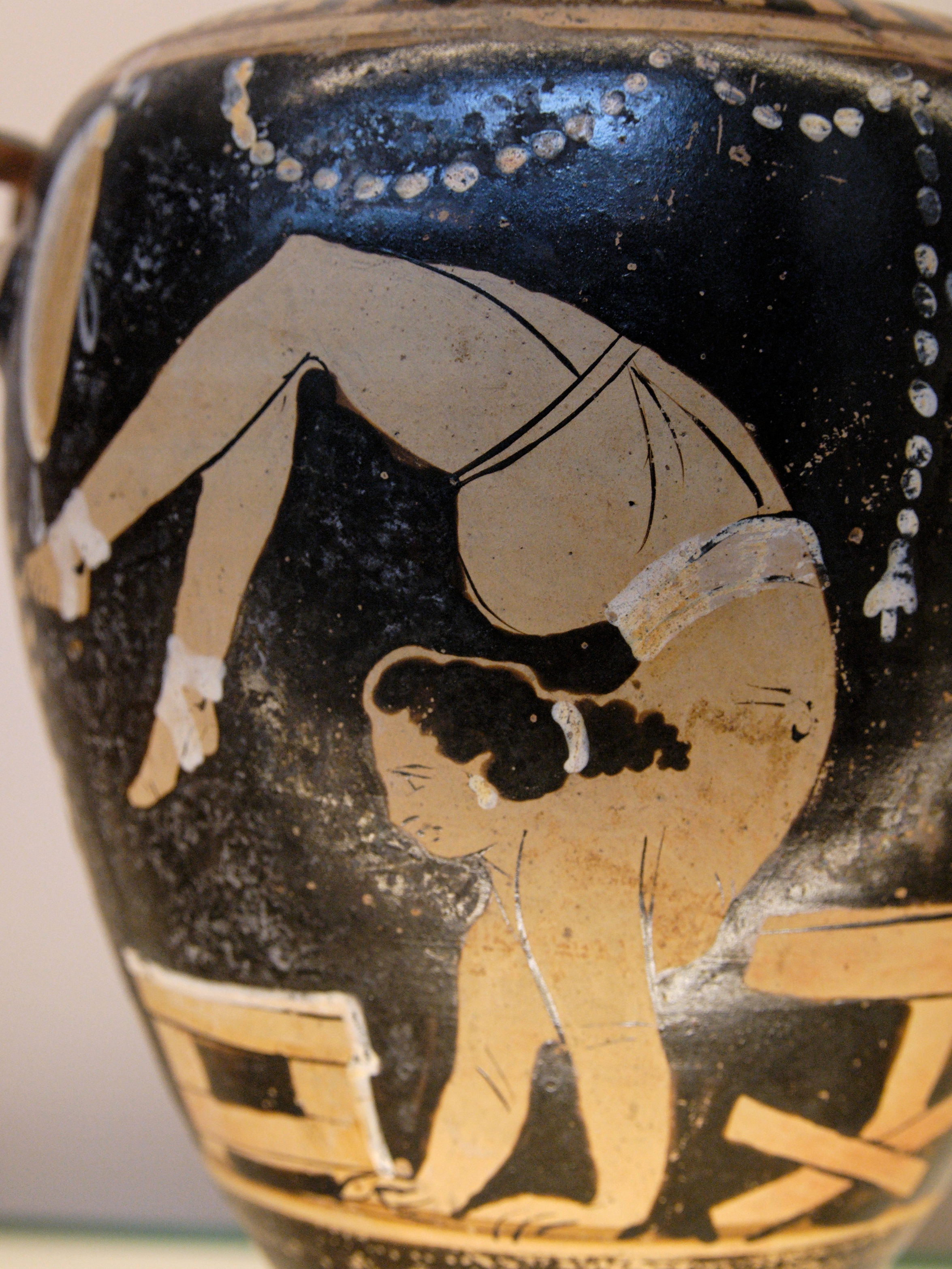
Женщина-акробат изображена на древнегреческой гидрии, около 340-330 до н. э.
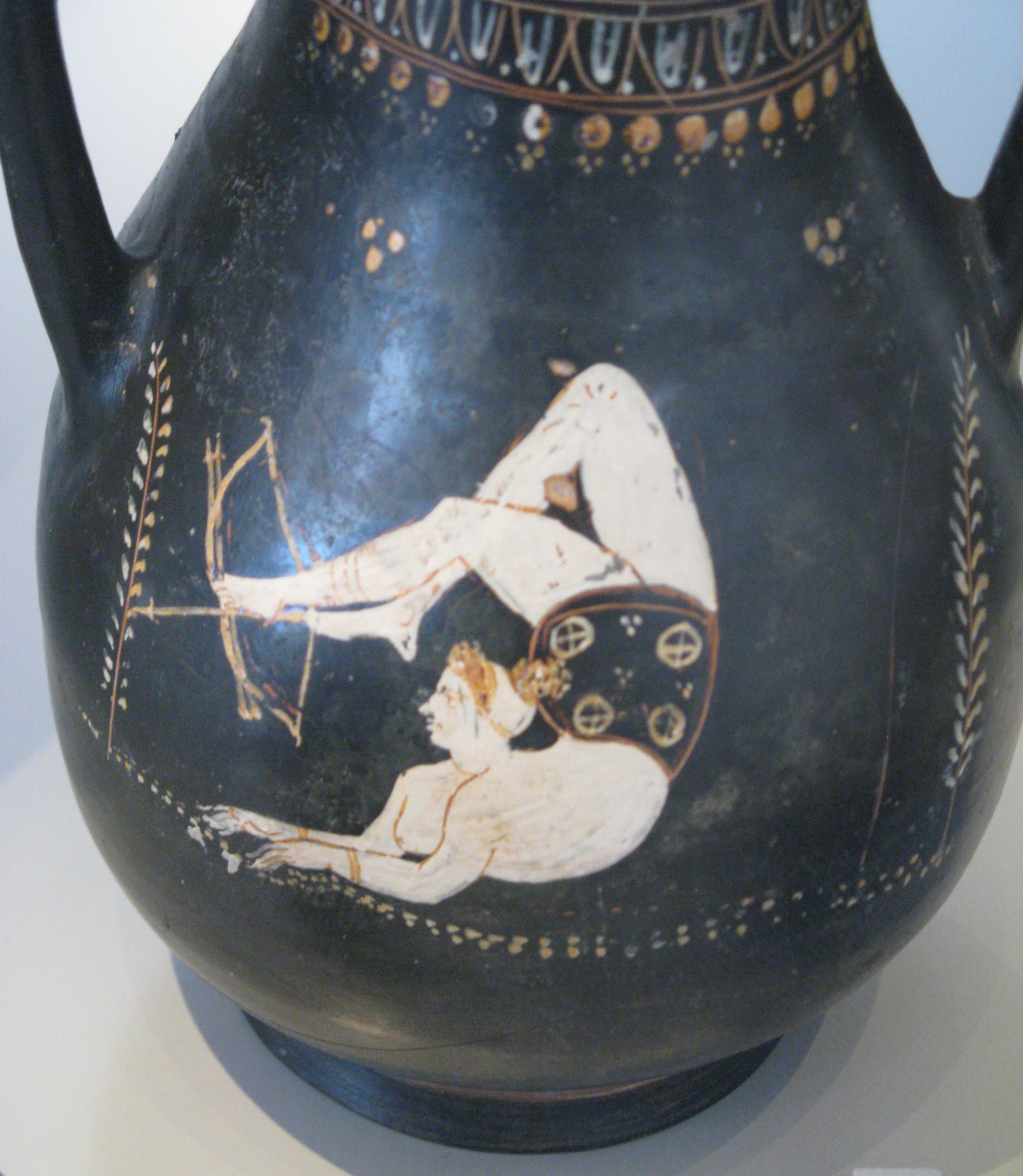
Женщина-акробат целится стрелой из лука[англ.] ногами; в стиле гнатия вазопись пеликай; 4 век до н. э.
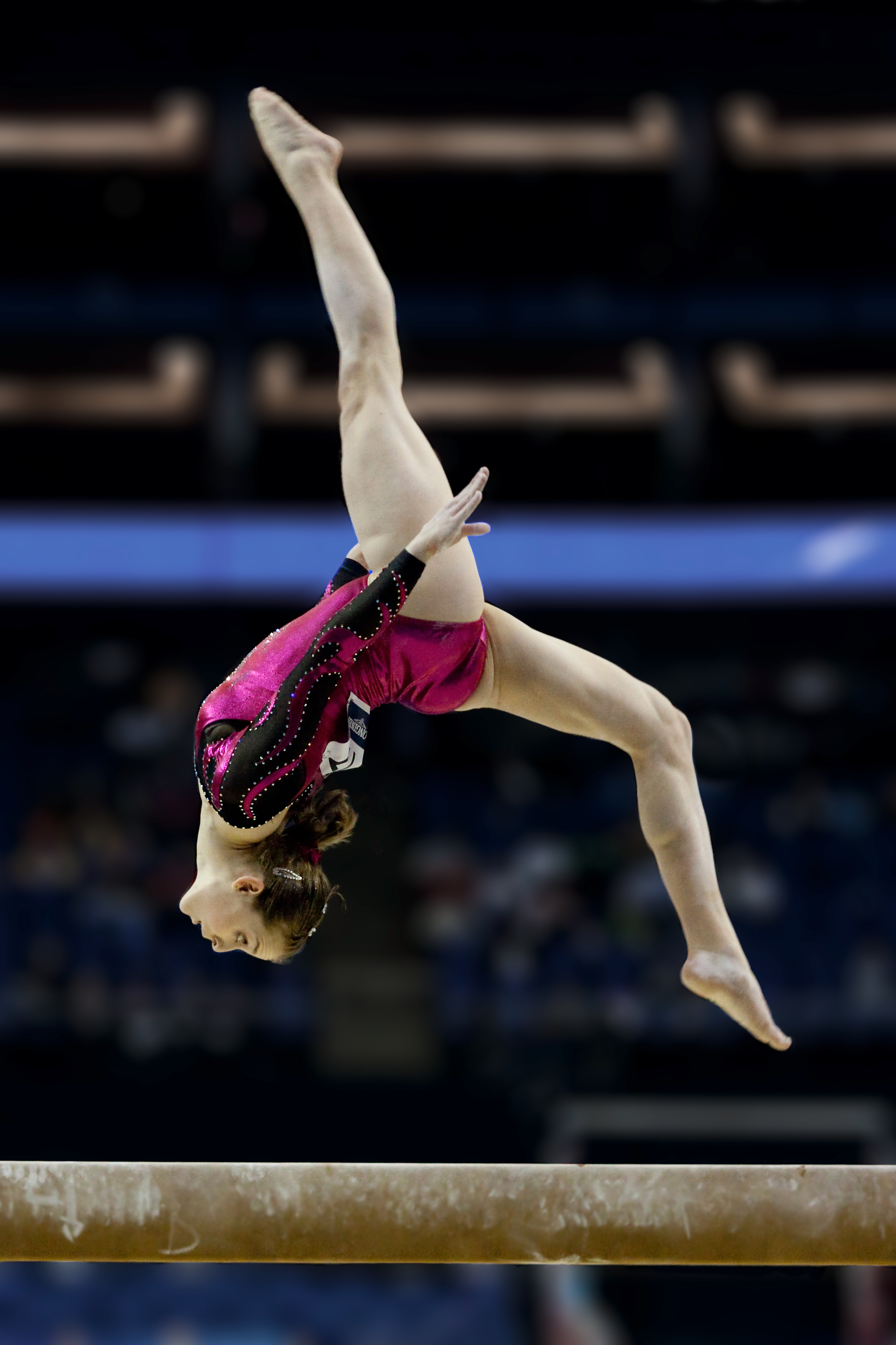
Сальто на гимнастическом бревне

## Виды

### Прыжковый

Переворот вперёд через одну руку

- Акробатические прыжки на дорожке длиной 30 метров, не учитывая разбег
- Фляк — переворот назад, осуществляемый с толчка ногами
- Рондат — переворот с поворотом на ~ 180°; одно из основных упражнений прыжковой акробатики
- Сальто — переворот-вращение в воздухе на 360° прыжком с ног на ноги, без дополнительной опоры; может выполняться вперёд, назад и в сторону, а также в группировке, согнувшись и прогнувшись. К числу наиболее лёгких упражнений этой группы относится сальто вперёд в группировке

### Парный
- Мужская пара[3]
- Смешанная пара[3]
- Женская пара[3]

### Групповой
- Мужские группы — четверо юношей[источник не указан 3367 дней]
- Женские группы — три девушки[источник не указан 3367 дней]

## Видео
Видео выступления женская группа (тройка)
Видео выступления мужская пара
Видео выступления смешанная пара
Видео выступления женская пара